# Irene Loizate
Irene Loizate Sarrionandia (Durango, 17 de mayo de 1995) es una deportista española que compite en duatlón y ciclismo en la modalidad de ruta.

## Trayectoria
Ganó dos medallas en el Campeonato Europeo de Duatlón, bronce en 2018 y oro en 2019. Además, batió el récord femenino de la prueba Sanitas Marca Running Series de Gijón, con el tiempo de 33:47, celebrado el 20 de octubre de 2019.
Desde el año 2019 compite también en ciclismo en ruta con el equipo Bizkaia-Durango.
El 2 de febrero de 2020, se proclama ganadora en el Campeonato de Cross de Euskadi con un tiempo de 34:02.

## Palmarés internacional
| Campeonato Europeo | Campeonato Europeo    | Campeonato Europeo | Campeonato Europeo |
| Año                | Lugar                 | Medalla            | Prueba             |
| ------------------ | --------------------- | ------------------ | ------------------ |
| 2018               | Ibiza (España)        | Medalla de bronce  | Individual         |
| 2019               | Târgu Mureș (Rumania) | Medalla de oro     | Individual         |